# Zhu Shuzhen (krater)
Zhu Shuzhen är en nedslagskrater med en diameter på ungefär 29 kilometer, på planeten Venus. Zhu Shuzhen har fått sitt namn efter den kinesiska poeten Zhu Shuzhen.